# Alfa (finances)
Alfa o Alpha és una mesura del rendiment actiu d'una inversió. Ens indica el rendiment d'aquesta inversió en comparació amb un índex de mercat adequat. Alfa, juntament amb beta (la lletra grega β), és un dels dos coeficients clau del model de valoració d'actius financers utilitzat en la teoria moderna de carteres i està estretament relacionat amb altres ràtios com la desviació estàndard, el quadrat R i la ràtio de Sharpe.
Alfa és un terme que s'utilitza per descriure la capacitat d'una estratègia d'inversió per superar el mercat, o si és "avantatjosa". Per tant, alfa també es denomina sovint "excés de rendiment" o "taxa de rendiment anormal", que fa referència a la idea que els mercats són eficients i, per tant, no hi ha manera d'obtenir sistemàticament rendiments que superin el conjunt del mercat. Un alfa d'un 1% significa que el retorn de la inversió durant un període seleccionat va ser un 1% millor que el mercat durant aquest mateix període; un alfa negatiu significa que la inversió va tenir un rendiment inferior al mercat.
L'alfa s'utilitza sovint juntament amb la beta, que mesura la volatilitat o el risc global del mercat, conegut com a risc de mercat sistemàtic.
També és possible analitzar una cartera d'inversions i calcular un rendiment teòric, normalment amb el model de valoració d'actius financers (CAPM). Els rendiments d'aquesta cartera es poden comparar amb els rendiments teòrics, en aquest cas la mesura es coneix com alfa de Jensen. Això és útil per a fons no tradicionals o molt focalitzats, on un uníc índex borsari pot no ser representatiu de les participacions de la inversió.

## Definició en el model de valoració d'actius financers (CAPM)
El coeficient alfa ({\displaystyle \alpha _{i}}) és un paràmetre en el model d'índex simple (SIM). És el punt de tall de la línia característica d'un valor (SCL), és a dir, el coeficient de la constant en una regressió d'un model de mercat.
{\displaystyle \mathrm {SCL} :R_{i,t}-R_{f}=\alpha _{i}+\beta _{i}\,(R_{M,t}-R_{f})+\epsilon _{i,t}{\frac {}{}}}
Pot demostrar-se que, en un mercat eficient, el valor esperat del coeficient alfa és zero. Per tant, el coeficient alfa indica com ha funcionat una inversió després de comptabilitzar el risc que implica:
- {\displaystyle \alpha _{i}<0} : la inversió ha guanyat massa poc per al seu risc (o, era massa arriscada per al rendiment obtingut)
- {\displaystyle \alpha _{i}=0} : la inversió ha obtingut un rendiment adequat pel que fa al risc assumit
- {\displaystyle \alpha _{i}>0} : la inversió té un rendiment superior a la recompensa pel risc assumit

Per exemple, encara que un rendiment del 20% pot semblar bo, la inversió pot tenir un alfa negatiu si es troba en una posició excessivament arriscada.
En aquest context, atès que la rendibilitat es compara amb la rendibilitat teòrica del CAPM i no amb un índex de mercat, seria més precís utilitzar l'alfa de Jensen.